# Mumolino
Mumolino ou Mumoleno foi um nobre franco ou galo-romano que ocupou uma alta função no palácio da Nêustria em meados do século VI.
A única fonte coeva que documenta sua existência é Venâncio Fortunato, que o cita como membro de uma família da alta nobreza e que em 566 desempenhava um papel de primeiro plano no palácio. Qual função teria desempenhado exatamente não se sabe, mas infere-se que tivesse pelo menos o título de conde, talvez duque, e pode ter sido um prefeito do palácio.
Aparentemente se trata da mesma pessoa que Gregório de Tours chama de Mumolino de Soissons, o pai do duque Bobão e de Bodegisel, que foram embaixadores francos em Constantinopla em 584 e 589 respectivamente. Ele também pode ser o Mumolo que foi embaixador em Constantinopla em torno de 546 e o Mumoleno que depois acompanhou o duque Bucelino em uma campanha na Itália.
Alguns historiadores e genealogistas têm defendido a suposição de que seria o filho ou genro de Munderico, pretendente ao trono franco de Colônia, e através de seu filho Bodegisel, avô paterno de Arnulfo de Metz e um ancestral direto de Carlos Magno.